# 응우옌푹미엔텀
응우옌푹미엔텀(Nguyễn Phúc Miên Thẩm, 완복면심, 1820년 2월 3일 ~ 1870년 4월 3일)은 베트남 응우옌조의 황족이다. 민망제의 제10번째 아들로, 어머니 응우옌티브우(Nguyễn Thị Bửu)이다. 원래 이름은 응우옌푹히엔(Nguyễn Phúc Hiện, 완복현)이었으나 개명했다.

## 가족

### 아들
- 응우옌푹홍니
- 응우옌푹홍피
- 응우옌푹홍꺼
- 응우옌푹홍꾸언
- 응우옌푹홍띠에우
- 응우옌푹홍낭
- 응우옌푹홍끼엔
- 요절
- 응우옌푹홍쭈언
- 응우옌푹홍죽
- 응우옌푹홍캉
- 응우옌푹홍응엇
- 응우옌푹홍비
- 응우옌푹홍전
- 응우옌푹홍바오
- 응우옌푹홍까오
- 응우옌푹홍띠

### 딸
- 응우옌푹테꾹
- 응우옌푹툭후언
- 응우옌푹테따오
- 응우옌푹테따오
- 응우옌푹저쭉
- 응우옌푹테마오
- 응우옌푹쩝콘
- 응우옌푹키엠응옌
- 응우옌푹뉴이쿠옌
- 응우옌푹니띠
- 응우옌푹니끼엔
- 응우옌푹흐우꾸언
- 응우옌푹니년